# Escut antic de Malpàs
Antic escut municipal de Malpàs, a l'Alta Ribagorça. Perdé vigència el 1970, amb la incorporació d'aquest antic terme municipal en el del Pont de Suert.

## Descripció heràldica
D'argent, un lleopard rampant de gules.